# Хасанов, Гайрат
Гайрат Хасанов (узб. G'ayrat Hasanov; род. 12 января 1983 года; Фергана, Узбекская ССР, СССР) — узбекский футболист, вратарь ферганского «Нефтчи».

## Карьера
Начал профессиональную карьеру в 2003 году в составе кувасайского «Цементчи». В 2005 году перешёл в ферганский «Нефтчи», выступал за нефтяников до конца 2008 года и за это время сыграл в 65 матчах, в 2006 году стал обладателем серебряных медалей чемпионата. В 2009—2010 годах выступал за «Хорезм», сыграл за этот клуб 32 матча. В течение 2011 года выступал за «Андижан». В 2012—2013 годах был игроком каршинского «Насафа». С лета 2013 года снова выступает за ферганский «Нефтчи».

### Международная карьера
Вызывался в сборную Узбекистана в 2007—2008 годах. На Кубке Азии 2007 был запасным вратарём национальной команды. В официальных матчах ни разу не сыграл за сборную[уточнить].